# Ruralité dans la commune de Nestier

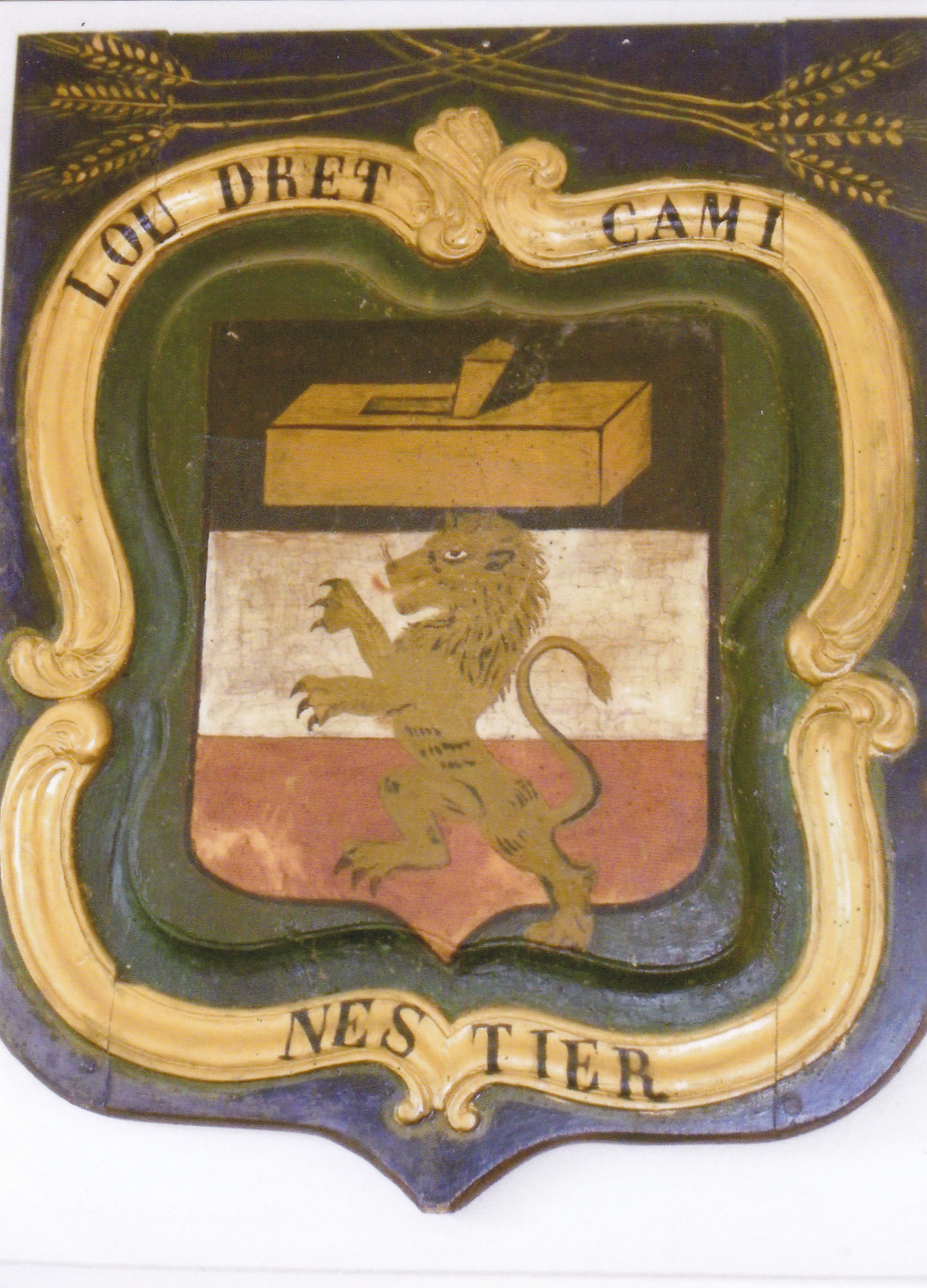
Le blason des Menuisiers de Nestier "Es Ménusès dé Nestièr"

La ruralité à Nestier, ou la vie à la campagne dans un village du piémont pyrénéen, s'inscrit dans un cadre géographique et sociologique montagnard. Nestier s'est construit en effet au pied des contreforts de la chaîne pyrénéenne qui s'abaissent vers la vallée de la Garonne.
Le village est situé plus précisément à l'entrée d'un espace naturel appelé vallon de Bouchère. Il est enserré entre deux collines de moyenne altitude : le mont Arès (604 m) et le Montsaous (550 m). Exposé à un climat de montagne aux influences océaniques, il est drainé par la Neste et divers autres petits cours d'eau. Son habitat est caractéristique d'un village du piémont pyrénéen.
Sa sociologie est fortement imprégnée des traditions pyrénéennes et des modes de vie qui reposent essentiellement, jusque dans les années 1950-1960, sur une polyculture de subsistance. Dans les dernières décennies du XXe siècle, la révolution agricole et l'exode rural modifient radicalement les rapports sociaux et les données économiques villageoises. Les restructurations territoriales du début du XXIe siècle vont accélérer cette évolution.

## Ruralité jusqu'au milieu duXXesiècle

### Ressources agricoles principales

#### Les cultures
- Les productions essentielles

Les céréales principales sont le blé, le maïs, l'orge, l'avoine, le seigle et le millet. Le blé assure la production de farine et donc la panification. Mélangé au seigle, il donne le méteil. Les récoltes du maïs et du blé sont marquées par deux traditions villageoises bien vivantes : l'espéroucade (l'effeuillage des épis) pour le maïs et la batère (le dépiquage) pour le blé. Les légumes essentiels sont la pomme de terre et le haricot. Ce dernier (le Tarbais, le Lingot et même le Coco) est cultivé traditionnellement dans les champs de maïs dont les liges sont utilisées comme tuteurs. La pomme de terre (la Bintche, la Beauvais) est cultivée dans la plupart des champs. Les arbres fruitiers assurent les récoltes de fruits nécessaires à la consommation locale : le pommier (pommes : la Reinette du Canada, la Reinette de Caux, l'Angélique, la Grosse Ménagère ou bien la Museau de lièvre), le poirier (poires : la Duchesse, poire de Saint-Jean, poire de Curé), le cerisier (cerises Guigne et Bigarreau) et le noyer (noix utilisées pour l'alimentation mais aussi pour la production d'huile locale). Les pommes et les poires cuites dans les fours à bois, après la fournée hebdomadaire traditionnelle, sont une spécialité villageoise appelée Es capous.
- Les modes de culture

Les cultures font l’objet d’un assolement étudié et réfléchi, la production essentielle restant celles du blé et de la pomme de terre. Cet assolement repose de manière générale sur  l’alternance : blé ou trèfle incarnat ou navet, pomme de terre ou maïs. Certaines surfaces peuvent aussi se reposer ou s’enrichir avec des semences comme la luzerne ou le trèfle. Les autres parcelles assurent la production nécessaire à l’autoconsommation des familles.

#### L'élevage
Le gros bétail est composé de vaches et de quelques bœufs destinés à l'élevage de veaux vendus ensuite sur les marchés locaux, la production de viande étant beaucoup plus intéressante que la production laitière destinée simplement aux besoins familiaux. Deux races bovines prédominent : la Gasconne et la Saint-Gironnaise au lait plus abondant, nourriture essentielle des jeunes veaux appelés veaux blancs du Comminges. Ces animaux de trait composent également les attelages traditionnels pour les travaux agricoles. Ils portent des noms propres correspondant à leurs fonctions comme ceux, dans un attelage par exemple, s'attelant à droite ou bien tirant à gauche. La plupart des fermes comptent aussi des moutons et quelques porcs. Ces derniers sont essentiels pour l'alimentation humaine : dans le cochon, tout est bon !. Ils sont engraissés dans la bauge - ou loge - domestique, encore appelée porcingle en gascon. Ils sont l'objet d'une tradition bien marquée : la fête du cochon. Les animaux de basse-cour comptent les poules, les canards mulards ou communs, les oies en nombre restreint tout de même, les lapins élevés dans les clapiers ou dans la cour de ferme, et les pigeons.

### Ressources agricoles secondaires

#### La vigne
Sa culture est limitée, le climat de moyenne montagne et les sols silico-argilo-calcaires étant peu propices à cette activité. Quelques plants assurent cependant une production locale : le Bacot pour le vin rouge et le Noah pour le vin blanc. Le caractère nocif de ce dernier, suspecté de provoquer des troubles neurologiques chez le consommateur, conduit à une politique d'arrachage des plants entraînant progressivement la disparition de ce genre de culture au village. Cependant, la production locale de raisins est partiellement sauvegardée grâce à la présence, dans la plupart des maisons, de treilles imposantes qui sont parfois l'objet de faits divers villageois à l'exemple des Raisins de Guillaume de Cartéry, gasconnades évoquées lors des veillées traditionnelles.

#### Le fourrage
Il est produit en quantité suffisante pour la nourriture animale, au cours de la période de fenaison en juin-juillet suivie de la récolte du regain en août, dans les prés verdoyants en bordure des cours d'eau villageois : la Neste, Le Merdan et le Limacourt.

#### Le lin
Il est cultivé dans la plupart des fermes jusqu'à la fin du XIXe siècle. Les tiges sont récoltées et travaillées lors des séquences de rouissage, retournage, enroulage et teillage (appelé barguero en gascon). Les fibres obtenues sont ensuite filées puis tissées au moyen d'outils spécifiques comme le fuseau, la quenouille et le dévidoir à lin, encore appelé couseye, immortalisé par le félibre Simin Palay dans un de ses poèmes.

### Le tabac
Sa culture est pratiquée dans les années 1980 par un couple d'agriculteurs. Cette activité est présentée dans un article de M. Raymond Misson intitulé : Les amis d'enfance de Nestier - Quelques portraits sympathiques et généreux - Alice et Jean Sentous. En 1885 déjà, la commune de Nestier est autorisée à planter du tabac.

### Artisanat

#### Menuisiers
Les menuisiers de Nestier forment une véritable corporation. En 1887, on en compte une trentaine. Leur blason trône aujourd'hui dans la salle de la mairie, avec cette fameuse devise : Lou dret cami (« Le droit chemin »). Le dernier connu, ayant exercé jusque dans les années 1960, est Jean Castéran Manach installé dans la rue de La Carraou. Ces menuisiers-ébénistes fabriquent des armoires à linge, des tables, des armoires de cuisine et des encadrements de lits à la demande. Le matériau utilisé est essentiellement le cœur de chêne et le cerisier. Les armoires comportent de grands panneaux de bois massif, simples ou ouvragés de style ancien avec parfois des pointes de diamant appréciées des connaisseurs. Les lits de deux personnes sont étroits, forme bateau, alors que les berceaux ont leurs deux côtés à claire-voie et leur base arrondie pour permettre le balancement. Tous ces meubles se vendent dans diverses villes des départements de la Haute-Garonne, du Gers et du Lot-et-Garonne : Montréjeau, Condom, Riscle, Auch, Lectoure, Mauvezin et Nérac. Aujourd'hui encore, quelques maisons anciennes du village sont en partie meublées avec ce mobilier fait maison. Par ailleurs, le nom des menuisiers est resté dans l'histoire locale : les villageois sont parfois appelés en gascon : Es Ménusès dé Nestièr.

#### Tisserands
Aux côtés des menuisiers, les tisserands occupent une place particulière dans l'artisanat local. La culture du lin est pratiquée dans tout le village. Les fibres obtenues servent en particulier à la confection des draps de case heyt (« fait maison »). En 1761, Nestier est rattaché au Bureau de fabrique de Sarrancolin qui a pour fonctions essentielles la vérification des draps, la visite et le marquage des étoffes, et l'organisation des réunions des tisserands de la basse-vallée de la Neste. Un siècle plus tard, en 1883, Nestier compte encore six fabriques de tricots à métiers : Barège, Bize, Boé, Pujolle, Rey et Soulé, dont les matières essentielles restent la laine et le lin cultivé localement. Les tisserands disparaîtront progressivement au cours de la deuxième moitié du XIXe siècle,.

#### Fabricant de chandelles etfileur de cire
Dans chaque maison, les villageois s'éclairent à la lueur des lampes à huile, appelées caleys. Le combustible est l'huile de noix produite à partir de la récolte locale, dans les moulins à huile de Mazères-de-Neste, Tibiran-Jaunac et Loures-Barousse. Une deuxième énergie lumineuse est assurée, dans chaque foyer, par les chandelles. Celles-ci sont fabriquées par un villageois qui maîtrise parfaitement la confection de ce produit à base de résine des Landes. Composées d'épaisses mèches tressées trempées dans la cire, les chandelles sont ensuite moulées dans une huile spéciale. Prêtes à l'emploi, elles sont alors placées dans chaque maison sur les chandeliers en fer forgé. Par ailleurs, ce même fabricant de chandelles, appelé aussi fileur de cire, confectionne les cires de deuil utilisées lors des enterrements comme le veut une tradition pyrénéenne bien marquée. Appelées candélous, ces chandelles particulières sont différentes selon les contrées. À Nestier, elles sont roulées en forme de bobine ou de 8 et, en cas de besoin, elles peuvent être empruntées dans une famille voisine. Elles sont fabriquées fin janvier afin d'être bénies à la chandeleur le 2 février au cours d'une cérémonie religieuse.

### Autres ressources traditionnelles complémentaires

#### Chasse
Elle est pratiquée par la plupart des hommes, en particulier dans les bois et forêts des deux collines villageoises et dans les champs qui composent la plaine de la basse vallée de la Neste. Le gibier ainsi abattu améliore sensiblement l'ordinaire : cailles, râles, grives, bécasses et bécassines, perdreaux, lièvres et lapins. Les chasses les plus emblématiques restent la chasse à la palombe et les battues au cerf ou au sanglier. Elles sont parfaitement décrites dans le document de M. Raymond Misson : La chasse à Nestier : conversation avec Noël Brué, suivi de : A Nestier, la chasse au gros gibier : entretien et réflexions avec René Lapène, et enfin : Baptiste et sa palombière.
La faune, en bord de Neste, est importante et variée. Au XIXe siècle, le loup est présent dans le canton de Nestier comme l'atteste le procès-verbal de prise d'une louve du 21 janvier 1812 inséré dans le registre de délibérations de la commune.

#### Pêche
Cette activité est pratiquée dans les deux ruisseaux villageois et dans la rivière voisine. Elle est décrite avec passion et précision dans le même document de M. Raymond Misson : De la « pesquide » à la truite de nos ruisseaux : souvenirs et entretien avec Jean Miègeville.

### Énergies et ressources naturelles

#### Électricité
Elle apparaît à Nestier au cours de la deuxième moitié du XIXe siècle grâce à un dispositif ingénieux et avant-gardiste, peu de communes disposant alors à cette période-là de cette énergie nouvelle. Elle est produite grâce à la force motrice de l'eau qui alimente le vieux moulin banal désaffecté situé sur le canal de dérivation de la Neste, équipé pour la circonstance d'une installation rudimentaire, certainement une dynamo avec un environnement technique des plus simples. Les installations domestiques en bout de réseau ne disposent ni de compteurs ni d'interrupteurs, les lampes restant allumées en permanence. Une redevance est imposée au prorata du nombre d'ampoules détenues. Dans les années 1930, le réseau traditionnel EDF alimentera le village en courant électrique de 110 volts puis en 220 volts une vingtaine d'années plus tard.

#### Eau

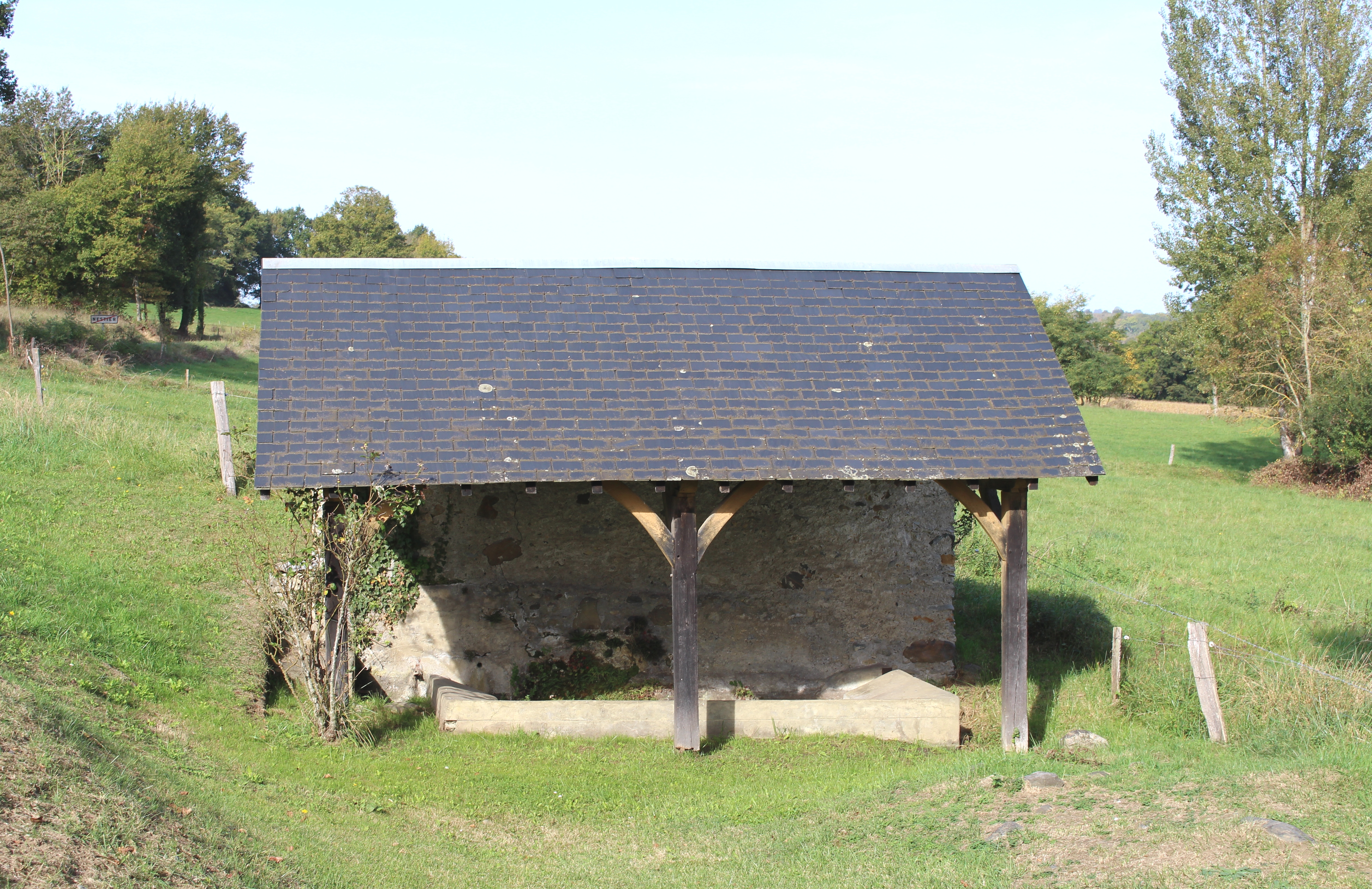
Lavoir et fontaine du quartier de "La Hounte"

Avant l'installation du réseau de distribution traditionnel en 1927, l'eau est stockée dans les cours de ferme, soit dans des citernes aménagées dans le sol, soit dans des puits. Ce dispositif est complété par deux sources naturelles auprès desquelles les villageois se ravitaillent : celle du Cap de la Bielle au bord du ruisseau Limacourt et celle du quartier de La Hounte près du cimetière actuel. L'eau est transportée, le plus souvent par les villageoises, dans un récipient appelé dourno en gascon, une cruche en terre cuite posée sur la tête, tenue à bout de bras. Dès 1904, deux lavoirs sont construits près de ces deux sources, le premier au Cap de la Bielle. Les années 1920 voient la mise en place de deux béliers hydrauliques ou pompes à énergie hydraulique. Le premier est installé dans le pré en dessous de la propriété Es Bessous. Il est alimenté par un petit canal de dérivation qui capte l'eau quelques mètres en amont dans le ruisseau Limacourt. Sa fonction est de propulser cette eau sur une vingtaine de mètres de dénivelée, dans une citerne sur pilotis située dans la cour de la propriété. Ainsi stockée, l'eau alimente, en 1924, grâce à un réseau busé des plus sommaires, le premier lavoir-abreuvoir communal situé près de l'École de Filles. À la même période, selon le même principe, le second bélier hydraulique conduit l'eau du canal de dérivation de la Neste à la ferme du château "Eth Castet".

#### Pierres, granulats et gisement d'albâtre
La carrière villageoise, appelée aussi carrière du Cap de la Bielle, est en service pendant près d'un siècle, des années 1880 aux années 1970. La petite carrière, exploitée initialement, est située derrière la maison en so dé Petit-Agneau. À proximité, la grande carrière appelée supérieure est exploitée plus tardivement avec des équipements fonctionnels : concasseur, trémie, cabine vitrée de gestion, cavités de stockage des matériaux... Les pierres et granulats produits sont destinés essentiellement à l'empierrement des routes et des chemins ruraux. Ces carrières sont situées sur un gisement appelé Le gisement d'albâtre du Mont-Arès. Ce gisement présente une variété d'albâtre calcaire  les plus recherchées appelée albâtre égyptien ou oriental, les principaux gisements exploités étant situés, au début du XXe siècle, en Égypte et en Algérie. La main-d'œuvre est locale, les carriers appelés travailleurs de force. C'est également une source de revenus financiers pour la commune. Cet ensemble, qui est aussi le site des vestiges de la grotte néandertalienne du Cap de la Bielle, est remarquablement présenté dans l'article de M. Raymond Misson intitulé : Un intéressant assemblage au pied du Mont-Arès : grottes et carrières du Cap de la Bielle.

## Ruralité fin duXXesiècle, début duXXIesiècle
Jusqu'à la fin des années 1950, les ressources agricoles sont suffisantes pour l'alimentation humaine et la nourriture animale,. Elles sont le fruit d'une polyculture de subsistance avant l'avènement, au cours de la seconde moitié du XXe siècle, d'un monde nouveau marqué par l'exode rural, la désertification des campagnes et la fermeture progressive des fermes et des métairies. De la même manière, l'artisanat villageois s'éteint progressivement.
Les dernières décennies du XXe siècle voient la démographie villageoise baisser : les fermes disparaissent inexorablement alors que certaines maisons se ferment ou se transforment en résidences secondaires.

### Activités économiques
La commune appartient à la zone d'emploi de Tarbes - Lourdes et au bassin de vie de Montréjeau. Par ailleurs la commune fait partie de l'aire d'attraction de Lannemezan, dont elle est une commune de la couronne.
Les données sur l'emploi sont précisées par l'INSEE dans ses documents de référence publiés officiellement et par certains organismes spécialisés. Quelques entreprises et commerces constituent aujourd'hui le tissu économique villageois.

### Activités sociétales
Les associations villageoises et leurs domaines d'activité sont les suivants : foyer rural de Nestier : activités festives villageoises ; association Solidaires pour l'environnement de Nestier (ASPEN) : défense de l'environnement du village de Nestier ; association « Renaissance du Mont-Arès » : activités culturelles et patrimoniales ; association « Le Secours populaire» : village d'enfants « Copains du Monde » (avec le support et le soutien du centre aéré de la Caisse centrale des activités sociales des industries électriques et gazières de Nestier) ; association « Le Mont des arts » : soirées, spectacles, théâtre et concerts organisés au théâtre de verdure du Mont-Arès à proximité du Monastère, gîte résidence d'artistes ; association « Moro-Sphinx » : pratique de la gymnastique holistique.

## Traditions
Les coutumes, les légendes et les croyances villageoises s'inscrivent tout naturellement dans la mythologie pyrénéenne et le panthéon pyrénéen.